# 卜儿孩
卜儿孩（“布尔汉”，維吾爾語：بۇرھان‎，？—1559年），又译博喇海、卜儿亥，16世纪漠南蒙古右翼领主，出身于畏兀儿近族乜克力部，亦思马勒和锡吉尔（达延汗生母）儿子。
卜儿孩开始是达延汗的太师。后来不服达延汗的统治，在1514年，被驱逐到了青海，和亦不剌联合，在青海、甘肃一带游牧。攻打明朝边境，带领撒里畏兀儿攻打藏人和土鲁番。1532年，请求内属明朝的帖木哥等人向甘肃巡抚赵载致意，想要向明朝通贡互市、内属，没有成功。蒙古右翼的吉囊和俺答率军攻打青海，击败亦不剌大营。于是定计献女给吉囊，来缓兵自保。1541年，向明朝献金牌、良马，再次要求通贡互市、内属，来防卫俺答，还是没有成功。1543年，被俺答征服，隶属于永谢布大成台吉帐下。1559年，俺答汗率领丙兔、宾兔数万人征服青海，他的牧地被占据。部众散落，孤身逃亡。